# Sri Lanka Podujana Peramuna
Le Front du peuple du Sri Lanka, communément connu sous sa forme cingalaise Sri Lanka Podujana Peramuna (en singhalais : ශ්‍රී ලංකා පොදුජන පෙරමුණ; en tamoul : இலங்கை பொதுஜன முன்னணி), est un parti politique sri lankais.
Initialement créé en novembre 2001, le Front National du Sri Lanka (Sri Lanka Jathika Peramuna), était un petit parti du pays ne dépassant jamais les 1% de votes jusqu'en 2019. Le parti change alors de nom pour Notre Front de la Liberté du Sri Lanka (Ape Sri Lanka Nidahas Peramuna). Ce parti éphémère a permis de rassembler plusieurs personnalités srilankaises proche de l'ancien président Mahinda Rajapakse, qui prendra les rênes du parti, et créera le Sri Lanka Podujana Peramuna.

## Histoire

### Ere Wimal Geeganage (2001-2016)
Wimal Geeganage créée le parti Sri Lanka Jathika Peramuna en 2001, et participe à plusieurs élections legislatives et présidentielles avec des résultats très faible, ne dépassant jamais le 0,10% de voix.
Malgré ces résultats, Wimal Geeganage conserve sa structure et sa ligne idéologique, et renomme le parti Ape Sri Lanka Nidahas Peramuna (Front de la liberté du Sri Lanka) en 2015.

### Ere Rajapaksa (depuis 2016)
Mahinda Rajapaksa était président de 2005 à 2015, lorsqu'il se présente pour l'élection présidentielle de 2015, un 3e mandat est alors inédit dans le pays et soulève une vague d'indignation, il perd le pouvoir face à son ancien ministre de la Santé Maithripala Sirisena. Petit à petit, il se décide de créer un front à l'intérieur même de l'Alliance UPFA : en novembre 2016, la famille Rajapaksa reprend la direction du parti et le renomme Sri Lanka Podujana Peramuna (dit SLPP). 
Depuis la création de la République du Sri Lanka en 1972, l'alliance UPFA est l'union des partis de la gauche socialiste cingalaise, contre l'UNF, représentant la droite conservatrice cingalaise. L'UPFA est historiquement dirigé par le parti majeur, le Sri Lanka Freedom Party (SLFP). Mais depuis la fin de la guerre civile, la droite UNF enchaine les défaites électorales, et l'alliance de gauche UPFA est constamment au pouvoir, créant ainsi plusieurs courants en son sein. L'ancien président Mahinda Rajapaksa, et son ancien ministre des Affaires étrangères G. L. Peiris, ont transformé le SLPP pour en faire un nouveau parti majeur de l'alliance UPFA, et contrer l'ancien parti mastodonte de l'alliance, la SLFP.
Trois frères de Mahinda Rajapaksa rejoignent directement le parti à sa création : Basil Rajapaksa (en), son ancien ministre des Finances, Chamal Rajapaksa (en), député et Gotabaya Rajapaksa, futur président du Sri Lanka.
En 2018, Mahinda Rajapaksa, toujours décidé à rester proche du pouvoir, tente de redevenir Premier ministre sous le label du SLPP. Sa nomination est déclarée inconstitutionnelle et provoque la Crise constitutionnelle srilankaise de 2018, qui voit le pays avoir 2 Premiers ministres, avec Ranil Wickremesinghe. Il est alors démis de ses fonctions en décembre 2018. 
À la suite du dix-neuvième amendement voté en 2015, le président qui sera élu en 2019 doit voir ses pouvoirs réduits par rapport à ses prédécesseurs, au profit du Premier ministre. C'est pourquoi, Mahinda charge son frère, Gotabaya Rajapaksa, de se présenter. Il gagne alors l'élection présidentielle. Mahinda Rajapaksa peut ainsi pleinement se focaliser sur les élections législatives de 2020. 
Le SLPP gagne les élections le 5 août 2020 avec plus des deux-tiers des sièges de l'assemblée, et Mahinda Rajapaksa redevient Premier ministre du Sri Lanka. La famille Rajapaksa ont donc les mains libres pour changer la constitution à leur guise pendant les 6 années de la législature, notamment en revenant sur les modifications de la loi fondamentale apportées par leur prédécesseur, Maithripala Sirisena, qui avait réduit le pouvoir du chef de l’État, limité à deux le nombre de mandats présidentiels et décentralisé le pouvoir.

## Ligne idéologique
Mahinda Rajapaksa a longtemps été connu pour son idéologie nationaliste bouddhiste (en) et ultra-nationaliste. Le Sri Lanka étant composé de plusieurs ethnies (cingalaise, tamoule, maures, etc.) et de plusieurs religions (bouddhiste, hindouiste, chrétienne et musulmane), le SLPP est ouvertement axé de sorte à ne protéger que les cingalais de confession bouddhiste. Alors que Mahinda Rajapaske surfait sur la vague anti-tamoule pendant la guerre civile du Sri Lanka, son discours est aujourd'hui tourné contre les musulmans depuis les Attentats du 21 avril 2019 au Sri Lanka.
Sur la question tamoul, le SLPP est totalement opposé aux velléités fédéralistes du parti tamoul, la Tamil National Alliance. L'une des premières réformes du président Gotabaya Rajapaksa, est d'interdire la version tamoul de l'hymne national, Sri Lanka Matha.
Sur les questions économiques, le parti se réclame de la social-démocratie.

## Résultats électoraux

### Élections législatives
| Année | Voix            | %               | Sièges          | Position        |
| ----- | --------------- | --------------- | --------------- | --------------- |
| 2001  | 719             | 0,01            | 0 / 225         | -               |
| 2004  | 493             | 0,01            | 0 / 225         | 21e             |
| 2010  | 5 313           | 0,07            | 0 / 225         | 12e             |
| 2015  | Pas de candidat | Pas de candidat | Pas de candidat | Pas de candidat |
| 2020  | 6 853 690       | 59,09           | 145 / 225       | 1er             |
| 2024  | 350 429         | 3,14            | 3 / 225         | 4e              |

### Élections présidentielles
| Année | Candidat           | Votes           | %               | Position        |
| ----- | ------------------ | --------------- | --------------- | --------------- |
| 2005  | Wimal Geeganage    | 6 639           | 0,07%           | 8e              |
| 2010  | Pas de candidat    | Pas de candidat | Pas de candidat | Pas de candidat |
| 2015  | Wimal Geeganage    | 1 826           | 0,02%           | 19e             |
| 2019  | Gotabaya Rajapaksa | 6 924 255       | 52,25%          | Victoire        |